# Revoluční komunistická liga (Francie)
Revoluční komunistická liga (francouzsky Ligue communiste révolutionnaire, LCR) byla francouzská krajně levicová politická strana. LCR vznikla roku 1973, odvolávala se však také na trockistickou Komunistickou ligu Francie (Ligue communiste de France, existovala v letech 1930-1934), Internacionální komunistickou stranu (Parti communiste internationaliste, 1944) a Komunistickou ligu (Ligue communiste, vzniklá roku 1969 v návaznosti na studentské nepokoje v roce 1968). Vůdčími činiteli strany byli Olivier Besancenot (prezidentský kandidát v roce 2002 a 2007), Alain Krivine a Roseline Vachetta.
LCR byla součástí Evropské antikapitalistické levice a (Znovusjednocené) IV. Internacionály.
V roce 2009 se strana dobrovolně rozpustila a aktivisté přešli do Nové antikapitalistické strany, která hodlá sdružovat všechny proudy antikapitalistické radikální levice (tedy i ty, kteří zastávali negativní postoj vůči LCR z důvodu její trockistické orientace).

## Charakteristika a zapojení do politického systému

### Historie

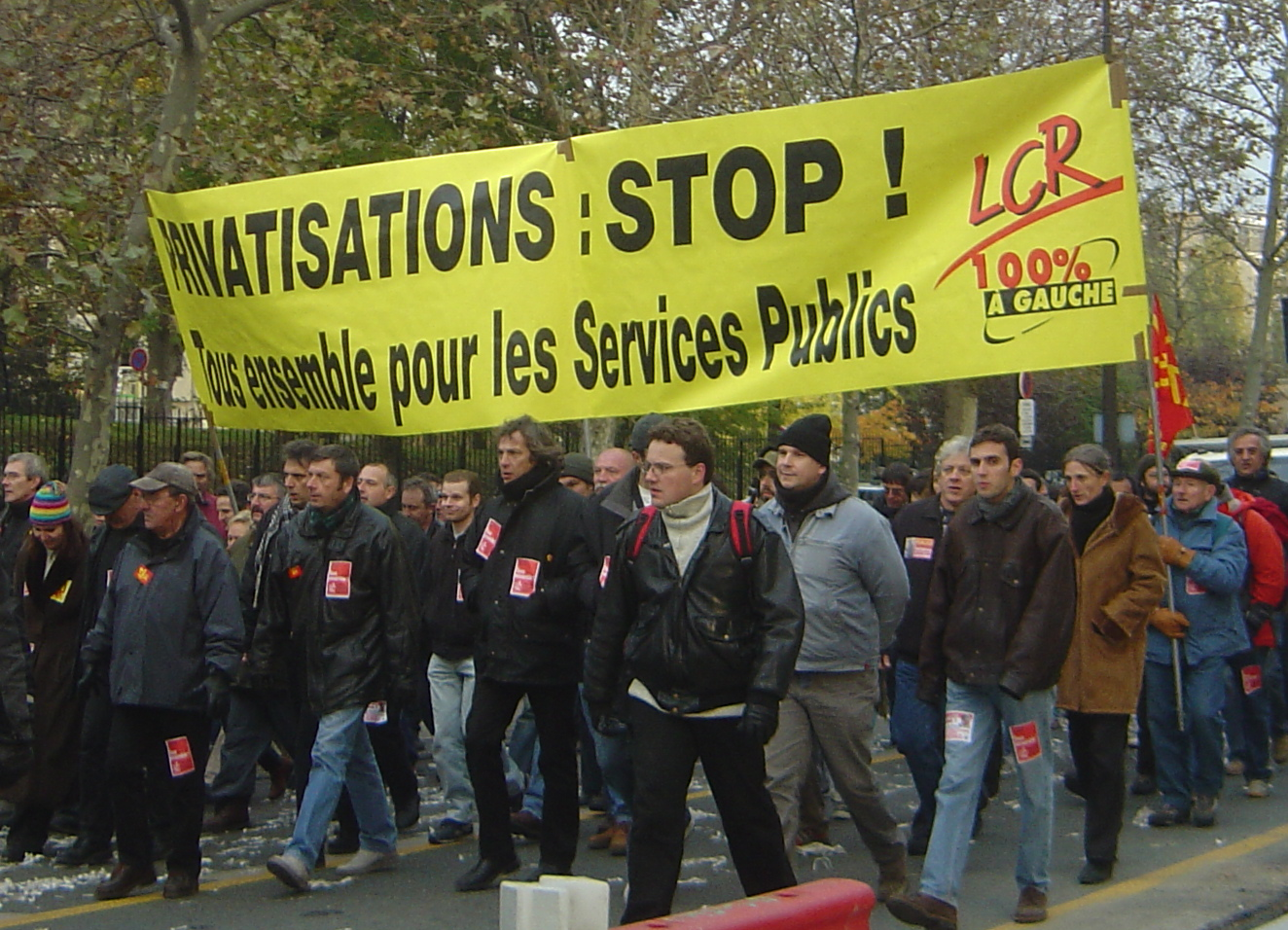
Demonstrace v Paříži

Kořeny LCR lze hledat ve francouzských krajně levicových (trockistických) a antistalinistických stranách a skupinkách (tzv. groupuscules). Většina z nich byla po květnových studentských bouřích 1968 rozpuštěna. Revoluční komunistická liga navazuje přímo na Komunistickou ligu a Mladé revoluční komunisty.

### Ideologie
LCR byla označována jako trockistická a luxemburgistická strana. Jeden z jejích mluvčích, Olivier Besancenot, to však odmítal: Nejsem ani trockista, ani guevarista, ani luxemburgista, jsem revolucionář. [...] Některé z nich skončily jako krvavá karikatura. Revoluční komunisté historicky vycházeli z odporu ke stalinismu. Dále strana reflektovala ideologie altermondialismu (anti-globalizace), antirasismu a environmentalismu.

### Volby a spojenci

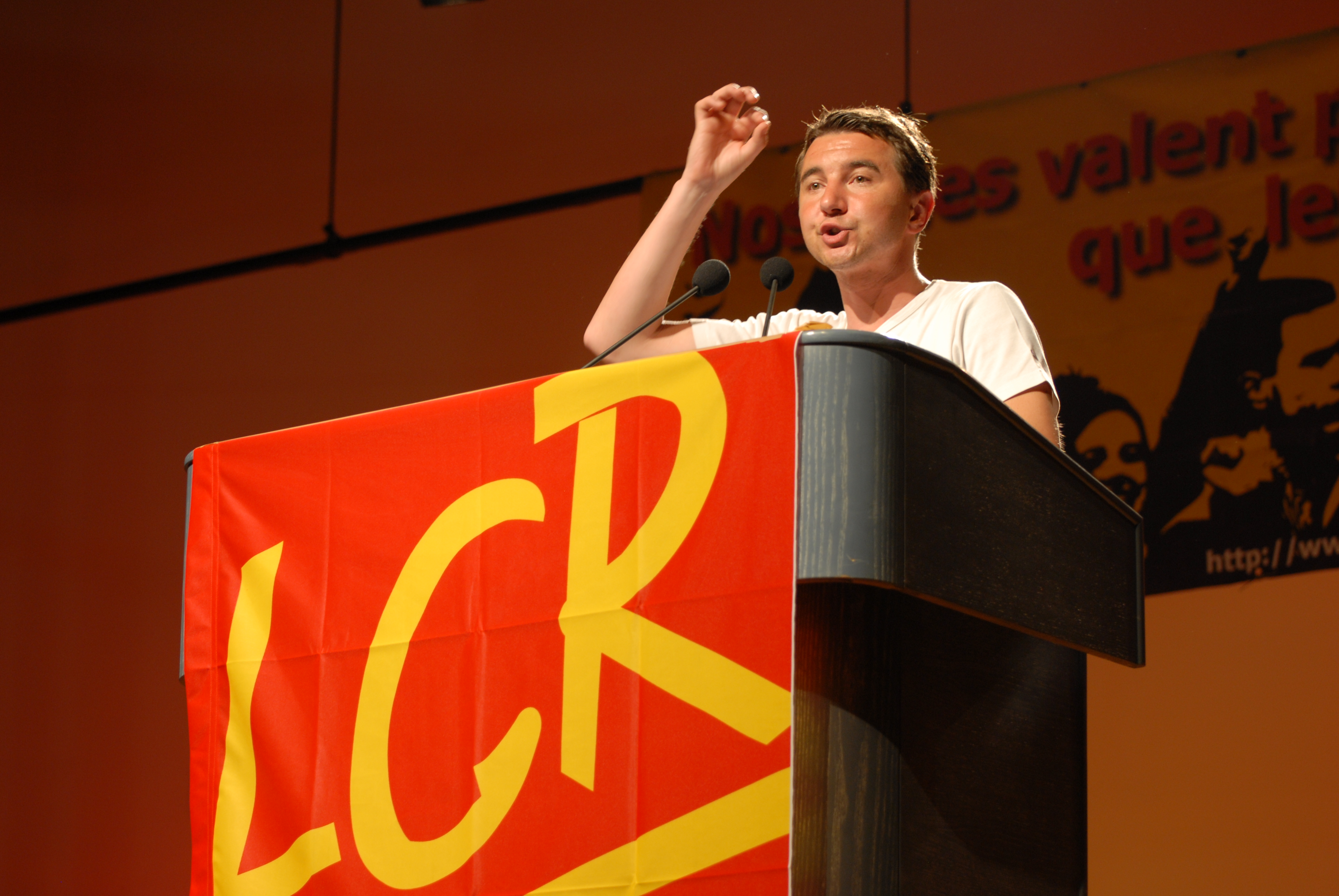
Olivier Besancenot: předvolební kampaň

LCR spolupracuje s trockistickou stranou Dělnický boj (Lutte ouvrière) a Stranou pracujících (Parti des travailleurs), hnutím ATTAC a odbory (tzn. Union syndicale Solidaires). V parlamentních volbách 2007 obdržela krajní levice v součtu 887 887 hlasů (3,41%) v rámci prvního kola a žádný kandidát tak nebyl zvolen.
Kandidát strany na prezidentský úřad Olivier Besancenot obdržel v roce 2002 1 210 562 voličských hlasů (4,25%).
V prezidentských volbách 2007 získal 1 498 581 hlasů (4,08%) a skončil na pátém místě.
Zhruba od roku 2008 se začalo uvažovat o vzniku nové strany, která by sdružovala všechny proudy antikapitalistické levice, včetně těch, které odmítají trockismus. Tato strana měla odmítnout společnou vládu s "reformistickou" Socialistickou stranou a měla sdružit spolu s LCR ještě členy "vyhasínající" Komunistické strany (ta to ovšem odmítla) a dalších stran a hnutí. Formující se strana dostala provizorní název Nová antikapitalistická strana a od roku 2009 již vyvíjí činnost bez spojitosti s LCR.